# Senior Year
Senior Year és una pel·lícula de comèdia estatunidenca del 2022 dirigida per Alex Hardcastle, en el seu debut com a director de llargmetratge, a partir d'un guió d'Andrew Knauer, Arthur Pielli i Brandon Scott Jones. La pel·lícula és protagonitzada per Rebel Wilson (que també n'és la productora) com una dona de 37 anys que desperta d'un coma de vint anys i decideix tornar a l'institut per obtenir el seu títol. Sam Richardson, Zoë Chao, Mary Holland, Justin Hartley, Chris Parnell, Angourie Rice, Michael Cimino, Jeremy Ray Taylor, Jones i Alicia Silverstone completen el repartiment. La pel·lícula es va estrenar el 13 de maig de 2022 a Netflix, amb subtítols en català traduïts per Maria Romero Soronellas. Va rebre crítiques diverses de la crítica.

## Repartiment
- Rebel Wilson com a Stephanie "Step" Conway
  - Angourie Rice interpreta l'adolescent Stephanie Conway
- Sam Richardson com a Seth Novacelik
  - Zaire Adams interpreta el jove Seth Novacelik
- Zoë Chao com a Tiffany "Tiff" Blanchette-Balbo
  - Ana Yi Puig interpreta el jove Tiffany Blanchette
- Mary Holland com a Martha "Marsh" Reiser
  - Molly Brown interpreta la Martha Reiser
- Justin Hartley com a Blaine Balbo
  - Tyler Barnhardt interpreta el jove Blaine Balbo[5]
- Chris Parnell com a Jim Conway
- Lucy Taylor com a Lydia Conway
- Michael Cimino com a Lance
- Jeremy Ray Taylor com a Neil Chudd
- Brandon Scott Jones com al Sr. T
- Alicia Silverstone com a Deanna Russo
- Joshua Colley com a Yaz
- Jade Bender com a Brittany "Bri" Balbo/BriLoves
- Avantika Vandanapu com a Janet Singh

A més, Merrick McCartha apareix com al director Young i Steve Aoki com ell mateix.

## Producció
El juny de 2021, Alicia Silverstone es va unir al repartiment. El juliol de 2021, Jade Bender, Michael Cimino, Jeremy Ray Taylor, Avantika, Joshua Colley, la nouvinguda Ana Yi Puig, Molly Brown, Zaire Adams i Tyler Barnhardt s'hi van afegir.
El rodatge principal va començar a Atlanta el 24 de maig de 2021, durant la pandèmia de la COVID-19. El rodatge es va acabar el juliol de 2021.